# Szarvaskői vár
A szarvaskői vár egy mára már elpusztult vár, melynek romjai a Bükk-vidék csúcsrégiójának nyugati peremén, a Keselyű-hegy északkeleti nyúlványán található egy meredek sziklás hegy tetején. Egykor Cserépvárral és a dédesi várral együtt Eger elővára volt. Keletkezésének pontos idejét nem ismerjük, de az iratok alapján jól be lehet határolni, hogy 1261–1295 között építtették az egri püspökök. A Rákóczi-szabadságharc után is püspöki birtok maradt, de hadi szerepe megszűnt, így az elhagyatott vár a 18. század második felében teljesen elpusztult. A várrom ma Szarvaskő kiemelkedő turisztikai látványossága, amely jelenleg kilátóként működik. A különleges és ritka növényfajok miatt a Várhegy a Bükki Nemzeti Park része.
A Szarvaskői vár mint kulturális örökség 2017 óta szerepel a Heves Megyei Értéktárba felvett nemzeti értékek nyilvántartásában.
2018. március 17-én a Szarvaskör Egyesület elnöke és Szarvaskő polgármestere aláírta azt a megállapodást, mely a döbröntei Szarvaskő várát és a Szarvaskői várat testvérvárrá nyilvánította. Ez a fajta partneri viszony elsőként jött létre az országban.

## Elhelyezkedése

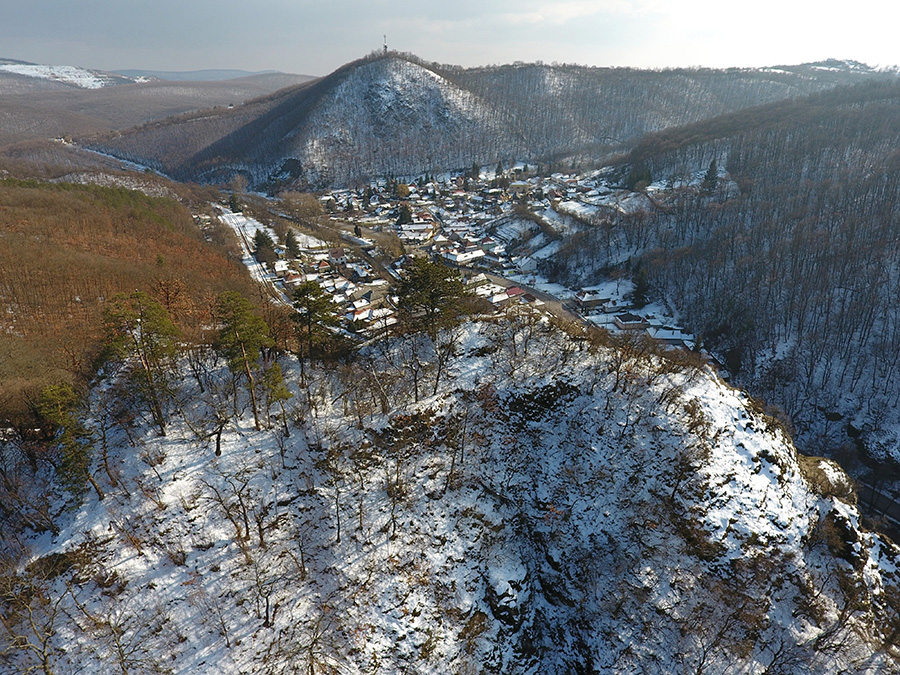
Szarvaskői vár légi fotón

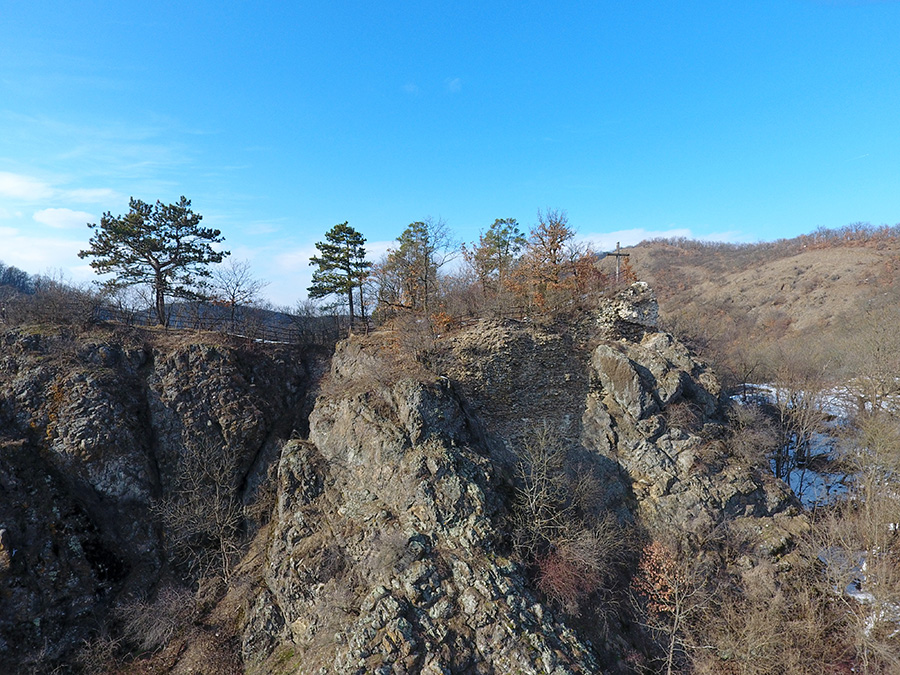
Szarvaskői vár légi felvételen

Egertől 10 km-re északra, a Nagy-akasztódomb (eredeti nevén: Akasztófadomb) (333 m) és a Keselyű-hegy (435 m) között helyezkedik el, az Eger-patak jobb partjának kanyargós, sziklaszurdoki bevágása mentén, Szarvaskő északi szélén.

## Nevének eredete
- Szarvaskő vára, nem az alatta elterülő településről kapta a nevét, hanem éppen fordítva. Kezdetben a mai Várhegynek volt a neve „Szarvas-szikla” vagy Szarvaskő. A 14. század elejétől, majd 1494-től az alá települt falu neve volt Szarvaskő-alja, végül ez a név 1773-tól Szarvaskő-re rövidült.[10]
- A név az egyik verzió szerint Szent Egyed – aki az az első szarvaskői fatemplom védőszentje is volt – szarvastehén legendájára asszociálva kapta a nevét. Hazánkban elsősorban a betelepült vallonok terjesztették a kultuszát, akik 1317-ben „köz szükség és éhség” miatt távoztak hazájukból és Magyarországon az egri püspök és a magyar nádor engedélyével az Egri-völgy több falucskájában telepedtek le, köztük Szarvaskőn is. Így valószínűsíthető, hogy nagy szerepük volt a hegy elnevezésében.[11]
- A másik legenda szerint, egy vadászoktól és a kutyáktól üldözőbe vett szarvas, a vár helyén annyira megszoríttatott, hogy e nemes állat ijedtében a sziklacsúcsáról a mélységbe ugrott és innen nevezték el a sziklahegyet Szarvaskőnek.
- Újabb keletű szóbeszéd szerint, a hajdani sasfészek[12] alapjának maradványait, (a keresztnél) gondolatban eltüntetve, az emberek a sziklát nézve rácsodálkoztak, mondván: "Nini, szarva van a kőnek! Hiszen ez egy szarvas kő!" [13]

## Elnevezései
- A diabáz sziklahegy[5] első hivatalos megnevezése 1248 előtt Tűzönkő volt, amely a vulkanikus eredetére utal, ugyanis a vulkáni kitörésekor valóban a tűzből született.
- A második elnevezése 1248-ból származik, amikor IV. Béla király engedélyt adott Lampert egri püspöknek, hogy a Kerekku=Kerekkő sziklahegyen várat építsen. A sziklahegy ezt az elnevezést a kerekded alakjáról kapta.
- Az 1295-re felépült várat "Püspök várnak"  (Castrum Episcopi)  nevezték, mivel a püspök építtette, az ő birtoka volt.
- A vár működésének egy idejében Tarisznya várnak is hívták. Mivel Eger várához tartozott, a várőrség hetenként váltotta egymást és az őrség mindig tarisznyában, vitte magával a hideg elemózsiát.
- A vár alatt felépülő kis települést már 1330-ban "Kerekkő-váraljának", ill. "Püspökvár-aljának" nevezték, a várat magát pedig "Mentsvár"-nak.
- 1570-ben a település neve már "Zarwaskew-alja" (Szarvaskő-alja) és 1773-tól kezdődően pedig Szarvaskő.[14]

„ Szarvaskő olyanféle kis vár, mint Drégely volt. Magas palakő sziklán épült. S mintha a feltornyosult sziklák tetejét faragták volna ki várnak, olybá tűnt fel annak, aki először látta. De hát kicsiny volt. Mindössze három ház fért el rajta, s udvara csak annyi, hogy egy kocsi megfordulhatott benne. Hát inkább vadászkastély volt az. Menedéknek csak abban az időben lehetett használni, mikor még az ágyút nem ismerték. Történetünk idejében már legfeljebb arra jó, hogy pihenője legyen az Egerbe vonuló csapatoknak, s hogy postaállomás legyen, mikor Egert ellenség szállja meg.”

– Gárdonyi Géza: Egri csillagok (részlet)

## A vár története

### 1242–1526között
1242. évi mongol hadjárat a Bükköt is megtépázta. IV. Béla elrendelte, hogy az egész országban, az arra alkalmas helyeken, az erre képes uraságok, földbirtokosok, püspökök várakat építsenek, ahová szükség esetén a lakosság bemenekülhet, és ott biztonságosan védekezhet. 1242-ben a törvény alapján, Bél nembéli Kilit egri püspök kért engedélyt a királytól vár építésére. Az engedélyt IV. Béla 1248-ban adta meg Lampert püspöknek, (ugyanis Kilit püspök 1245-ben meghalt), hogy a Kerekku (Kerekkő) vagy Fyzerkew (Füzérkő) helyeken sziklavárat építsen. Az irodalmi források alapján 1261 és 1295 között építették. IV. Béla 1261. évi adománylevele még nem említi, de az egri káptalan 1295. évi határjáró okmánya már megnevezi. A vár fenntartása érdekében és az itt szolgálatot teljesítő várőrség élelmezésére, az egyes közeli községeket a püspök-földesúr a várhoz csatolta, és így alakult ki Szarvaskő váruradalma amelyhez Bakta, Bátor, Bocs, Deménd, Fedémes, Kerecsend és Szarvaskő-alja települések tartoztak. Az ezekben a falvakban élő jobbágyok a sziklavár urainak adóztak, robotoltak, hosszú évszázadokon át. A vár uradalmi központ lett. Az egri püspök szarvaskői váruradalmához 213 porta tartozott.

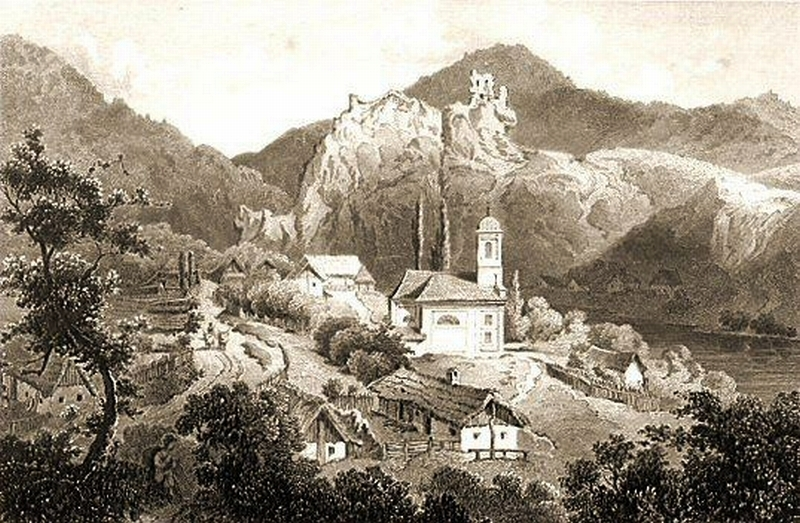
Szarvaskő és a Várhegy – 19. századi rézkarc

A következő évszázadokban fokozatosan veszítette el az építésekor neki szánt szerepet, az újabb tatárbetörés elhárítását, a védelem szerepét. Békeidőben egyre inkább a Bükk hegység észak-déli átjáró útjának ellenőrzésére, valamint az egri püspökök és főpapok és jeles vendégeinek pihenésére, szórakozására szolgált a nagy vadászatok idején. 1378-ban valószínűleg felkereste Nagy Lajos király is, amikor Szilvásváradon vadászott. Estei Hippolit vendégeivel többször járt Szarvaskő várában, mert szenvedélyes vadász is volt. A várban állandó jelleggel a várőrség és a vámszedők tartózkodtak.
Az 1420-as évekkel kezdődően Eger lett az ország huszitákkal szemben álló legfontosabb végvára, az ellenük indított támadások kiinduló helye. Ebben az időben Eger elővárainak, így a szarvaskőinek is az a feladat jutott, hogy védjék a Felvidékről Egerbe vezető legfontosabb utakat.

### 1527–1596között
A mohácsi csatavesztés után, Szapolyai János király, 1527-ben elfoglalta Szarvaskő várát, amelyet Erdődi Simon püspöknek adományozott. A püspök a testvérét, Erdődy Pétert nevezte ki várnagynak.
Az 1528. évi tavaszi hadjárat során egész Heves vármegye Ferdinánd kezébe került, azonban Szarvaskő vára ekkor még mindig János király híveinek, Erdődy Péternek és Erchy Ferencnek kezében volt.
Miután Ferdinánd vezérei, a Kassa alatti Sinán teljes győzelmet arattak János király felett, jókora tüzérséggel érkeztek Szarvaskő alá és ostrom alá vették a várat, amit rövid idő alatt be is vettek. Szalaházy Tamás egri püspök – akit Ferdinánd nevezett ki e méltóságra – 1528-ban Horváth Ferencet, Ferdinánd egyik vezérét nevezte ki Szarvaskő várnagyává. Horváth Ferenc kegyetlenségeivel, harácsolásaival rettegésben tartotta a váruradalom lakosságát és a béli apátságot is hatalmába kerítette. Szalaházy püspök, Horváthtól húszezer forint kölcsönt kapott, aki fedezetül a váruradalomhoz tartozó hét falut zálogként Horváth kezére adta. Ettől kezdve Szarvaskő vára, Horváth kezén maradt, és még János király kapitányai sem tudták visszafoglalni. 1540-ben Frangepán Ferenc Szarvaskő visszaadását követelte. De Horváth Ferenc sokkal befolyásosabb ember volt, semhogy a püspök ellene valamit tehetett volna.
Az 1545. február 2-án a Nagyszombatban megtartott országgyűlés végre elrendelte, hogy „Szarvaskő vára az illetéktelenül bitorlók kezéből kivétessék és jövedelmei az egri vár fenntartására fordíttassék, Szarvaskő vára pedig romboltassék le”. A rendek tehetetlen dühükben így akarták megszüntetni Szarvaskő várának illetéktelen birtoklását, de ez is elmaradt.
1548-ban Szarvaskő várának az ügye is közelebb került a megoldáshoz, amikor Oláh Miklós lett az egri püspök Oláh püspök mint kancellár gyorsan akart elbánni Horváthtal, akit maga elé idéztetett azzal, hogy adja el a várat és a hozzá tartozó birtokokat. Horváth azonban azzal állt a kancellár elé, hogy az ő ügyében csak egy rendes bíróság ítélkezhet, mert Szarvaskő és tartozékai zálogként kerültek a birtokába, amit a király is elismert. Ekkor aztán alkura fogták a dolgot, és ez sikerre is vezetett, mert 1549. március 11-én Dobó István már átvehette a várat, ahová várnagyul Szalkay Balázst nevezte ki. Amikor a török óriási erővel ostromolta Eger várát, Szarvaskő vára a futárok, kémek, követek pihenőhelye, átmeneti szállása volt. Eger első, nagy és dicsőséggel végződött ostroma után Szarvaskő vára sem került török kézre, de a falu lakosságának jelentős része elmenekült. Amikor Verancsics Antal került a püspöki székbe Szarvaskő várnagyának Gadóczy Gábort nevezte ki.
Egy jelentés 1558-ban a vár elhanyagolt állapotáról számol be, megállapítva, hogy a várnagy Gadóczy Gábor nem csinál egyebet, mint a várhoz tartozó falvak jobbágyait fosztogatja.
1564-ben Mágócsy Gáspár lett Eger várának a kapitánya, és akkor Szarvaskő várának az irányítását is rábízták az egységes és eredményesebb működtetés érdekében. Az időjárás viszontagságainak kitett vár felújítását és megerősítését 1583-ban, egy időben az egri várban folyó építkezésekkel, "Cristoforo della Stella" hadmérnök irányításával kezdték meg.
1596-ban Eger várának ostromával elbukott egész Heves vármegye. Eger eleste és a szerencsétlen kimenetelű mezőkeresztesi csata után Gáll János és a várőrség reménytelen helyzetbe került és valószínűleg Kassára menekült. Így került Szarvaskő vára minden ellenállás nélkül a törökök kezére.

### Atörök hódoltságidején
Szarvaskő 1596-tól 1687-ig, 91 éven át török hódoltsági terület lett és a hatvani szandzsákhoz tartozott.
A törökök a nagyon fontos észak-déli útvonal őrzésére 30-40 főnyi katonaságot tartottak Szarvaskő várában egy vajda parancsnoksága alatt. "Szarvaskő-alja" a török időkben hivatalosan nem szerepel, határát az apátfalviak használják.
Szarvaskő török végvárának másik fontos feladata, mint Eger elővára, a Felvidék, Felső-Magyarország felől érkező esetleges támadások, portyák felderítése és elhárítása volt. Szarvaskő vára és a vár uradalmához tartozó falvak ebben az időben egy Omar ben Ali nevű török lovastisztnek volt a hűbérbirtoka.
Az Egert felszabadító keresztény csapatok elsőként Szarvaskő várát szabadították fel a török uralom alól. A kortárs Giovanni Jacomo Rossi írja, hogy 1687. október 8-án, az olasz őrgróf, Alessandro Vitelli ezredes foglalta el Szarvaskő várát, mert mint kiderült, a török őrség még Eger körülzárása előtt elmenekült az egri várba.
1687. december 17-én megtörtént a vár átadása. Mintegy 600 török maradt vissza, köztük Szarvaskő várának helyőrsége is, akik felvették a Szarvaskői vezetéknevet és a többiekkel együtt áttértek a keresztény hitre és beleolvadtak a magyarságba.
Domonkos Jakab a Szepesi Kamara részéről még a Szarvaskő várának birtokbavétele napján gondos leltárt készített a várról.
Nagyobb részben romos és elpusztult volt. A kis várban 21 fából készült szobát találtak, amelyekben a török helyőrség lakott. Volt ott egy mecset is, amely a középkori templom (kápolna) muszlim célokra való átalakítására utal. A török hódoltság alóli felszabadító háborúk teljes befejezése után Szarvaskő vára véglegesen elvesztette minden stratégiai jelentőségét. Eger visszavétele után a vár ismét az egri püspökök birtokába került.

### ARákóczi-szabadságharcidején
1699-től Telekessy István egri püspök volt Szarvaskő birtokosa. Ő volt az, aki a török hódoltság megszűnte után újra népesítette a csaknem teljesen kihalt Szarvaskőt és a környező falvakat. II. Rákóczi Ferencet 1705. szeptember 20-án a szécsényi országgyűlésen választották meg Magyarország fejedelmévé, aki Telekessy kezébe tette le az esküt. A király üldözte Rákóczi híveit, így Telekessy püspököt is, aki 1709 nyarán önkéntes száműzetésbe vonult Szarvaskő várába.

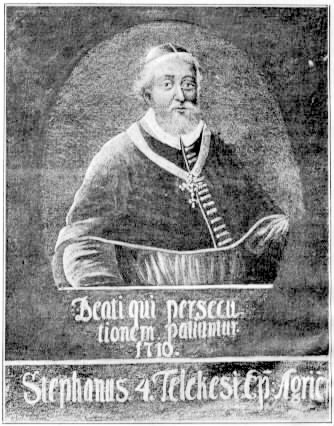
Telekessy István a szarvaskői vár utolsó lakója (1710)

1709. augusztus 17-én kelt XI. Kelemen pápa brévéje (pápai irat), amelyben a Rákóczihoz pártolt papságot büntetéssel fenyegette meg és királyi hűségre szólított fel. Erre a levélre hivatkozva Keresztély Ágost, Magyarország bíborosa Telekessyt Pozsonyba kérette, hogy tisztázza magát. A püspök személyesen nem jelent meg Pozsonyban, mert a fejedelem megtiltotta, de írásban kimentette magát. Ezért a bíboros prímás 1709. december 18-án a püspököt a nagypréposttal, az egri káptalannal, a papsággal és szerzeteseivel együtt hivatalától megfosztotta. Ezen példátlanul szigorú ítélet után Telekessy tartózkodott a püspöki teendők végzésétől. Még az aranymiséjét is Szarvaskő várának „Szent Miklós kápolnájában” tartotta meg, 1710. január 25-én, olajban főtt Szent János ünnepén. A püspök a várban, az 1706-1707-ben épült kétszobás faházban lakott szűk családjával.
Az egri vár kurucok által történő bevétele után gróf Csáki Imrét nevezték ki egri püspöknek, akit 1711-ben Hatvanban be is iktattak. Itt Telekessy személyesen is megjelent és tiltakozott, de eredménytelenül. Csáki püspök Egerbe küldte tisztjeit és öt hajdúját, akik feldúlták Telekessy otthonát, és a szerencsétlen főpapot mindenétől megfosztották. Telekessy püspök Szarvaskő várából írt levelet a pápának, és oly mértékben tisztázta magát és az egész püspökségét, hogy a Szentszék teljes elégtételt szolgáltatott neki és egyházának, majd visszahelyezte őt eredeti méltóságába. A pápa közbenjárására még a király is aláírta a megkegyelmezési okmányt. Telekessy és a szabadságharc többi résztvevője is elfogadta az amnesztiát, és hűségéről biztosította a királyt. 
Ettől kezdve a helység 1848-ig szakadatlanul az egri püspökség, majd érsekség földesúri hatósága alá tartozott.

### A jelentőségét vesztett vár

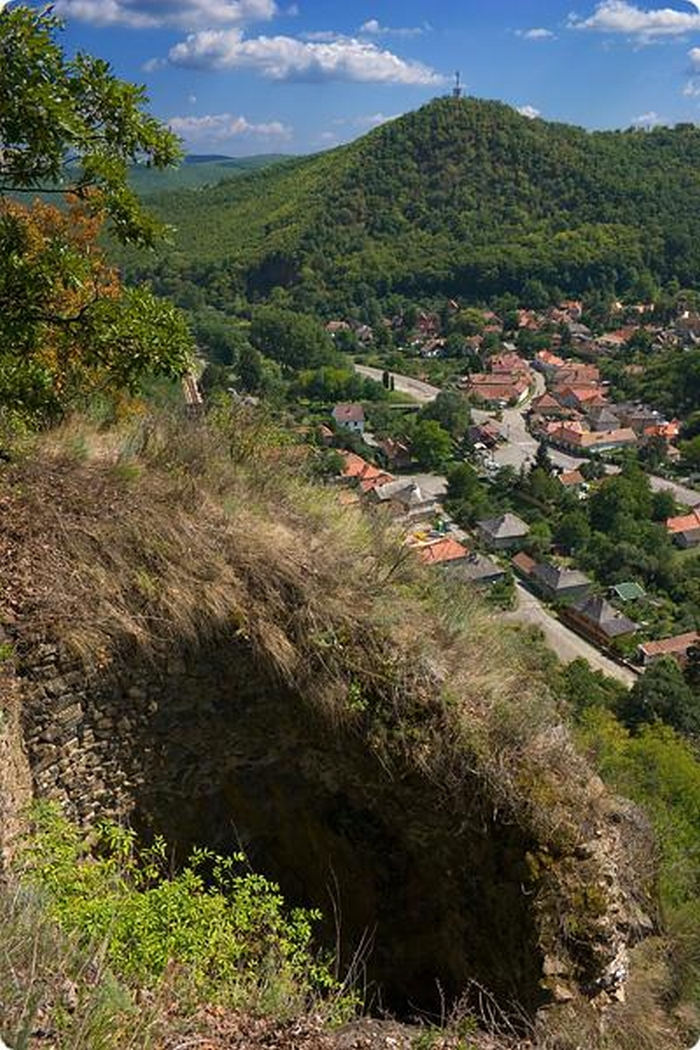
A vár toronymaradványa és Szarvaskő

A vár Telekessy halála (1715) után lassan pusztulásnak indult. Az idő múlásával a vár épületei megrongálódtak és omladozni kezdtek. Gróf Erdődy Gábor egri püspök 1739. június 1-én írott levelében kért segítséget Okolicsányi Mátyás földesúrtól, hogy a szarvaskői vár rendbetételére, az általa birtokolt közeli mónosbéli erdőből fákat vágattathassék. A segítségkérés ismeretlen okok miatt nem teljesült. Utóda, Barkóczy Ferenc pedig Felsőtárkány felé fordította figyelmét, így Szarvaskő vára az illetékes és tehetős emberek részéről elfelejtődött és végleges pusztulásnak indult.
Építményeinek használható köveit a falu iskolájának, templomának és lakóházainak építésére használták. Amit az idő vasfoga még nem pusztított el, azt elvégezték az emberek. Még a szomszéd falvak építői is pusztították, rombolták, hordták szét a vár köveit. Annál is inkább, mert akkor már ismert és használt út volt, a hegygerincen át, a Gilitka-kápolnához vezető kocsiút.
Idős szarvaskői emberek elmondása alapján a vár még megmaradt homlokfala az 1910-es évek elején dőlt le.
1931 elején a vár keleti részén a megmaradt két ablak és egy ajtónyílásos falrész még jól kivehető volt, de az őszi esőzések miatt egy délelőtti órán, nagy robaj és porképződés kíséretében az is leomlott.  Már csak néhány alapfal kutatható fel a bozóttal benőtt területen – azon a kör alakú, sziklának támaszkodó toronymaradványon kívül, ami a kilátó alatt helyezkedik el –, valamint a sziklába vájt várárok.
Az egykori vár délnyugati szélénél állott egy nagy fakereszt, amelyet valószínűsíthetően a várban évszázadokon át működő Szent Miklós kápolna és az itt raboskodó Telekessy István kuruc püspök emlékére állították. A kereszt helyén ma a nemzeti zászló lobog, de valamikor a 20. század második felében a várrom délkeleti oldalán felállítottak egy másik keresztet, amely még ma is emlékezteti a jelenkor szemlélőit. A Várhegy a kereszttel és a zászlóval együtt Szarvaskő jelképe lett.

„Eger felől a faluba érve, hirtelen tárul szemünk elé egy csaknem kör alakú, erdős-sziklás hegyekkel körülzárt völgy, benne a település. További utunkat egy szűk szurdokvölgy és egy hatalmas, csaknem függőleges falú sziklaorom zárja, Szarvaskő várroma, két ablakszemével sötéten néz le ránk a szédítő mélységbe. Láttára szemünk előtt a múlandóság bús szelleme lebben fel…”

– Türk Frigyes (1905)

## A vár rövid leírása

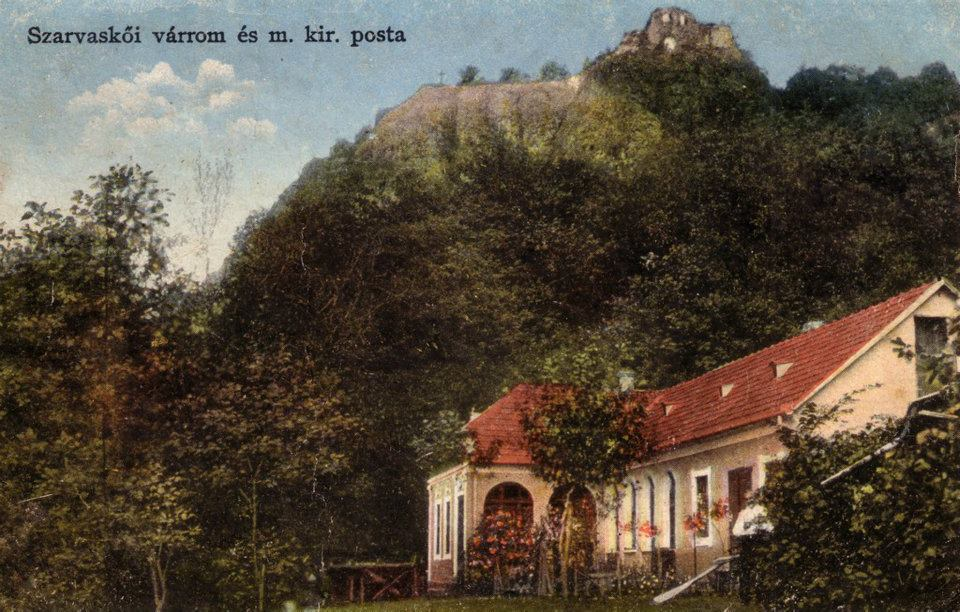
Régi képeslap a Szarvaskői Várhegyről (1910 körül)

Az egykori vár közvetlenül Szarvaskő község felett északra magasodott, függőleges oldalú sziklás gerincen.
A sziklahegy gerincének teteje a nyugati végén alig 2–3 m széles volt. A déli, délkeleti oldalát függőleges sziklatörés határolja. Északnyugat felől a gerinc pár métert kevésbé lejt, és csak ezután következik a függőleges letörés a Pyrker
út felé. Északkeleti végén a gerinc kb. 15 m-re kiszélesedik. Ezt a gerincet az északnyugati oldalon kb. 10 m-rel szélesítették meg, és így alakult ki a belső vár alapterülete, amelynek hossza 68 m, szélessége a délnyugati végénél kb. 14 m, az északkeleti végénél pedig kb. 26 m volt.
A vár alapjának északkeleti és délnyugati végénél még ma is találhatók falmaradványok. A vár délkeleti végénél pedig még ma is jól látható a kör alakú nagytorony alapjának maradványai, amelyek kb. 10 m mélységig nyúlnak le a függőleges sziklafal rései közé. A torony belső átmérője kb. 3,5–4 m volt.
Szarvaskő várának két kapuja volt. A külső kapu a felvonóhíd alatt, a belső kapu, vagyis a nagykapu a felvonóhíd felső végénél volt. Egyes források szerint volt még egy harmadik kapu is, de ennek pontos helyét nem lehet tudni.
A belső várban a leltárak és egyéb leírások alapján a következő építmények, házak, helyiségek voltak: háromemeletes pince, nagy torony a vár délkeleti szélén, kis torony a vár délnyugati végén. Volt a várban az intézőnek háza, a várnagynak, alvárnagynak és az őrségnek lakása. Volt konyha, sütőház, kápolna, saját belső kútja, vendégháza, füstölője, malma és börtöne is.
Kezdetben csak belső használatra, de később súlyos bűnelkövetőket is tartottak itt zárva. A vár melletti Akasztódomb eredeti neve Akasztófadomb volt, és ez a helynév is arra utal, hogy itt törvényes kivégzéseket is tartottak. 

## Feltárása
A vár területén soha, még egy próbaásatásra sem került sor.
1993-ban Nováki Gyula felmérést készített a hajdani vár területén.
2015. április 29-én a rom terepbejárását követően előzetes konzultáció történt a vár tervezett feltárásával és részleges helyreállításával kapcsolatban. Az eredetileg 2017–2018-ra tervezett helyreállítás azonban nem valósult meg.

## Megközelítése
- Autóbusszal Budapestről a Stadionok autóbusz-pályaudvarról távolsági autóbuszokkal közvetlenül is eljuthatunk Szarvaskőbe, a Volánbusz Budapest–Gyöngyös–Eger–Ózd vagy a Budapest–Gyöngyös–Eger–Kazincbarcika–Jósvafőre induló járataival.[32] Eger belvárosából pedig a Volánbusz Bélapátfalva, Szilvásvárad, Nagyvisnyó, Balaton felé közlekedő helyközi járataival.
- Vonattal Egerből, az Eger–Putnok-vasútvonal szarvaskői megállójából lehet eljutni.
- Autóval Eger Felnémet városrészéből Szilvásvárad irányába, a 25-ös főútvonalon érhető el Szarvaskő. A település központi parkolójától, az Országos Kéktúra jelzései mentén haladva, a kék L (vár) jelzésű túra útvonalon lehet gyalogosan megközelíteni a várrom területét.
- Az Országos Kéktúra vonalán egyébként északkelet felől is elérhetjük, Bélapátfalva irányából a Gilitka-patak és a Gilitka-kápolna érintésével, de csak gyalogosan vagy kerékpárral.

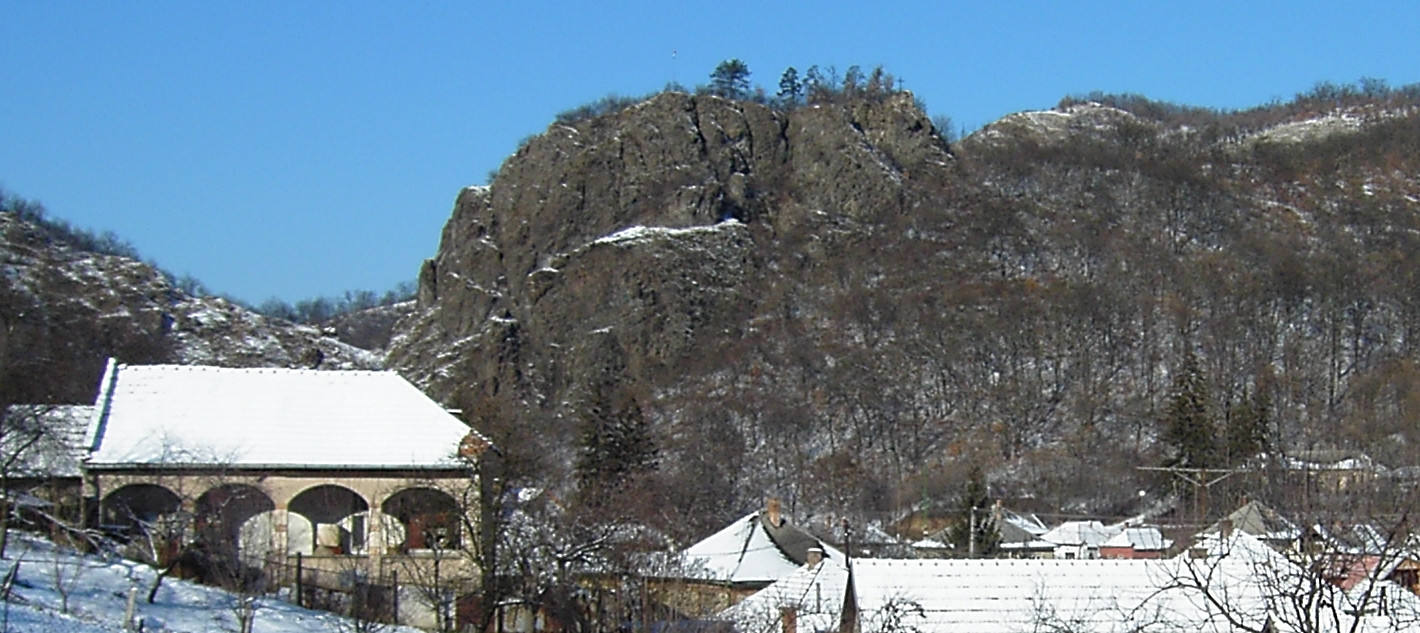
A Szarvaskői Várhegy látképe 2004 telén